# 中国移民史 (书籍)
《中国移民史》是葛剑雄主编，由葛剑雄、 曹树基、吴松弟等合著的一套移民史的通史著作，论述研究了自先秦到20世纪末、发生在中国境内的移民活动。
首版于1997年7月，由福建人民出版社出版，为六卷本，其中第一卷为全书导论，后五册为各个不同时期的断代论述。2022年1月由复旦大学出版社再版，内容有所增补修订，并增加了第七卷，全书共计十册。 

## 分卷简介
第一卷  全书导论和大事年表。
第二卷  先秦到魏晋南北朝时期。
第三卷  隋唐五代时期。
第四卷  辽宋金元时期。
第五卷  明时期。
第六卷  清时期。
第七卷  清末至20世纪末时期。